# William Kennedy Laurie Dickson
William Kennedy Laurie Dickson (1860-1935) là nhà phát minh người Scotland. Ông là kỹ sư trưởng trong phòng thí nghiệm của Thomas Edison. Năm 1894, hai ông giới thiệu máy quay phim đầu tiên trên thế giới.